# Plectroctena hastifera
Plectroctena hastifera är en myrart som först beskrevs av Santschi 1914.  Plectroctena hastifera ingår i släktet Plectroctena och familjen myror. Inga underarter finns listade i Catalogue of Life.

## Bildgalleri

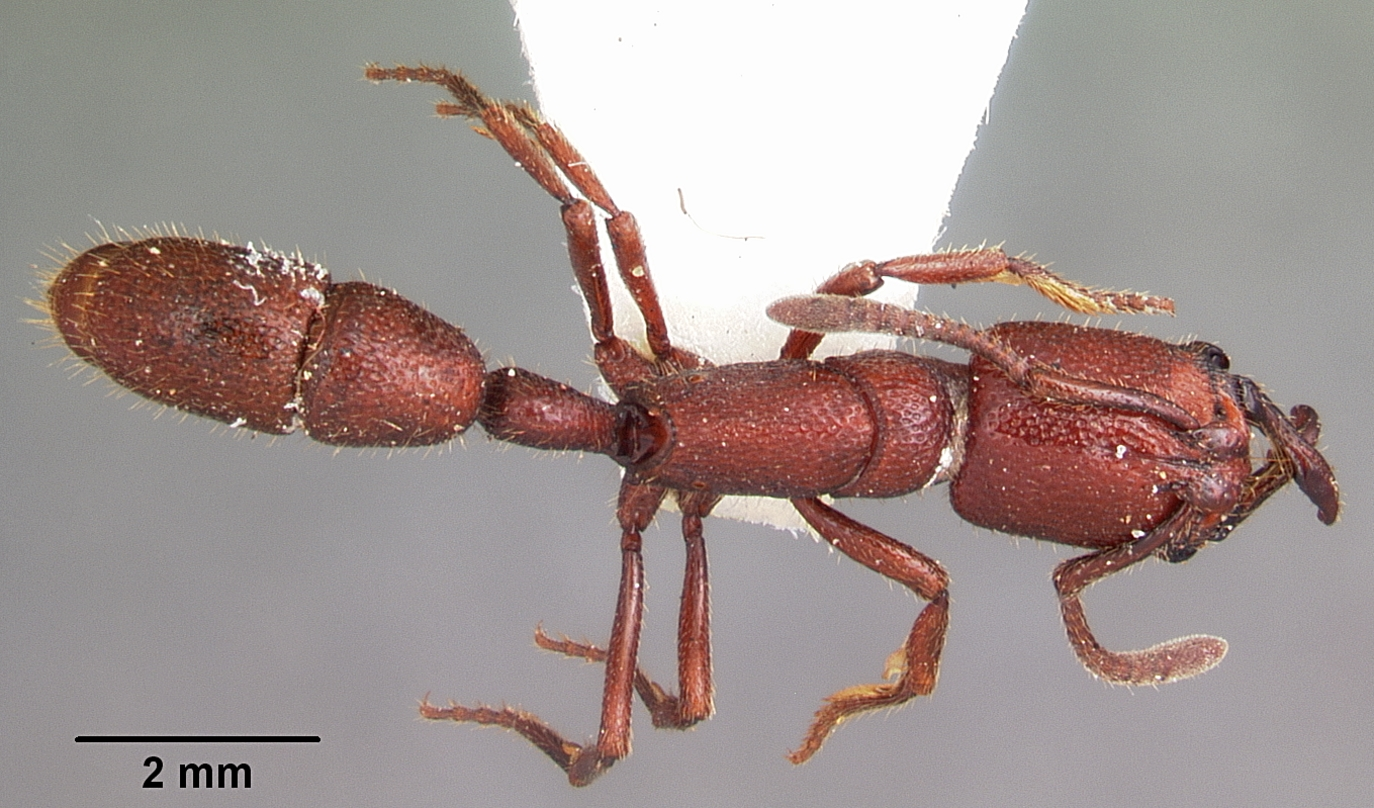
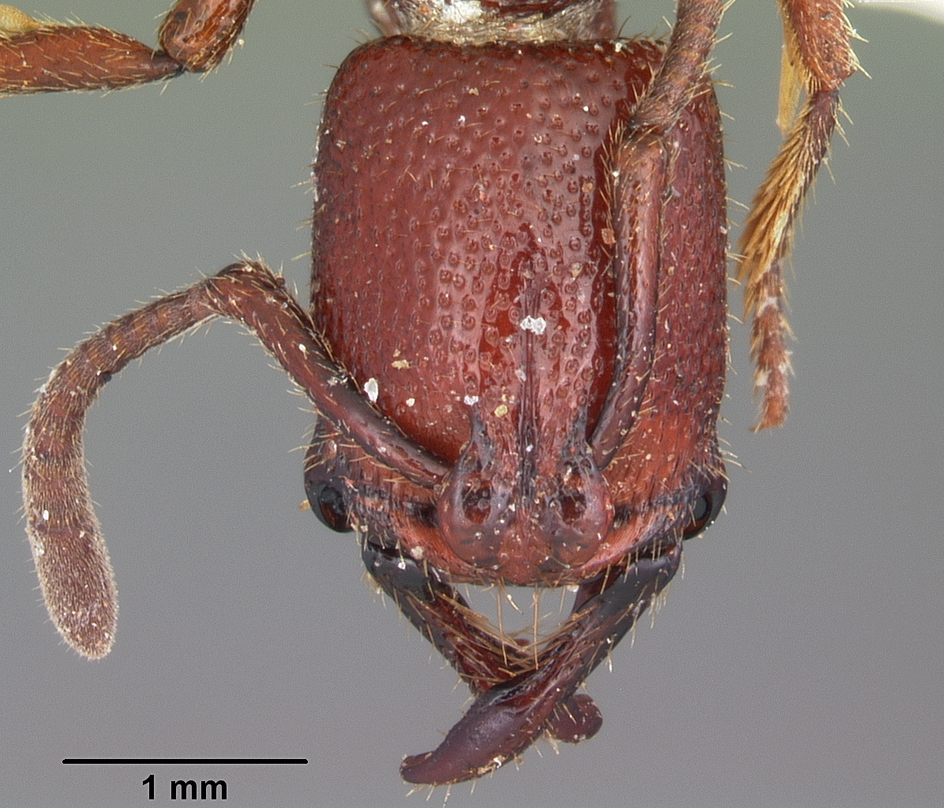
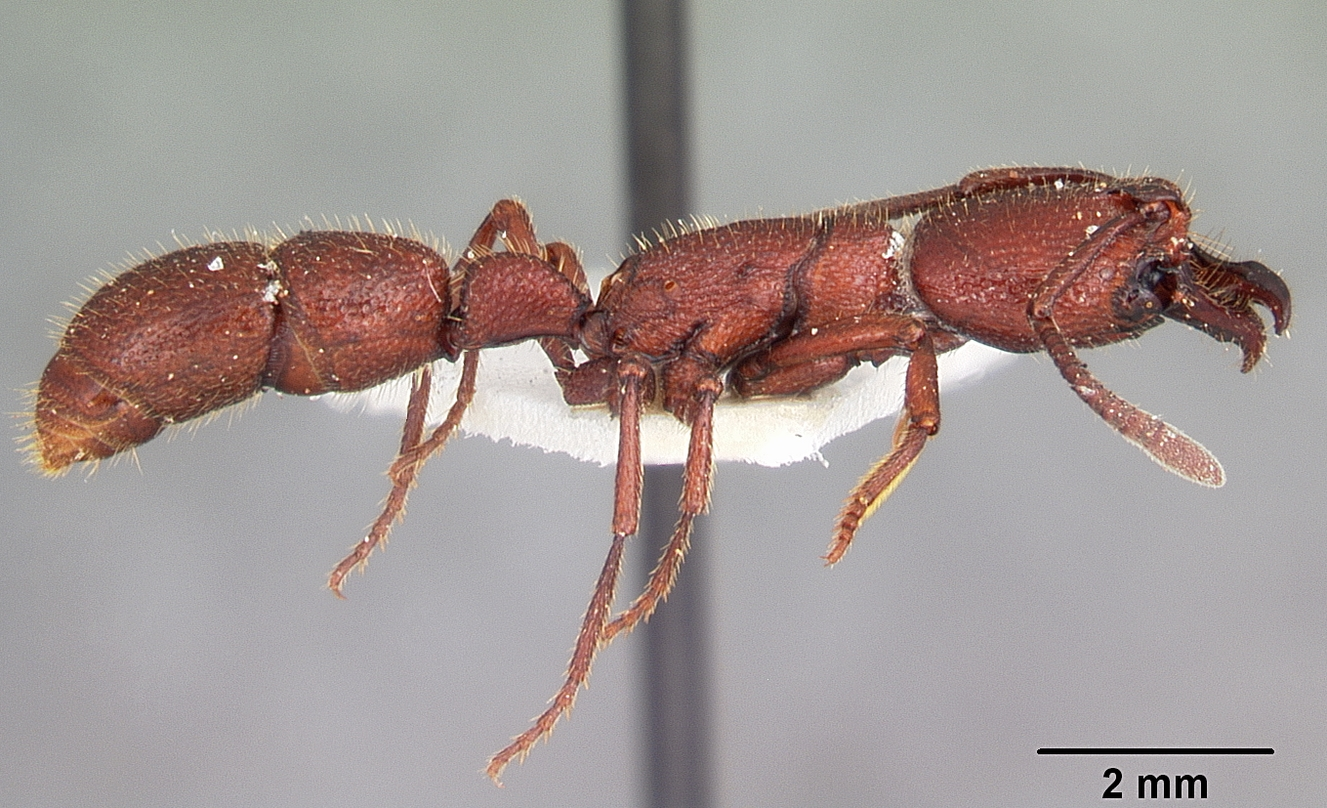